# Shadowplay
Shadowplay (The Defeated), est une mini-série franco-germano-canadienne de huit épisodes créée par Måns Mårlind en 2020.

## Synopsis
Max McLaughlin, un flic américain, est envoyé dans un Berlin ravagé par la guerre, à l'été 1946. Sa mission : créer une police spéciale pour neutraliser le chef de la pègre locale. Max recherche parallèlement son frère, un chasseur de nazis, ignorant que dans l'ombre, on le manipule.

## Distribution
- Taylor Kitsch (VF : Jim Redler) : Max McLaughlin
- Nina Hoss (VF : Rafaèle Moutier) : Elsie Garten
- Logan Marshall-Green (VF : Thibaut Lacour) : Moritz McLaughlin
- Tuppence Middleton (VF : Barbara Tissier) : Claire Franklin
- Michael C. Hall (VF : Patrick Mancini) : Tom Franklin
- Mala Emde (VF : Sandra Valentin) : Karin Mann
- Maximilian Ehrenreich (VF : Hugo Brunswick) : Gad
- Sebastian Koch (VF : Bernard Lanneau) : Dr. Hermann Gladow
- Anne Ratte-Polle (VF : Marie Bouvier) : Marianne
- Benjamin Sadler (VF : Alexis Victor) : Leopold Garten
- Lena Dörrie : Trude
- Ivan G'Vera : Alexander Izosimov

## Épisodes
| Saison | Épisode | Nom               | Durée   |
| ------ | ------- | ----------------- | ------- |
| 1      | 1       | First Trick       | 51 Min. |
| 1      | 2       | Brother of Edmund | 58 Min. |
| 1      | 3       | Rainbows          | 55 Min. |
| 1      | 4       | Nakam             | 57 Min. |
| 1      | 5       | Bellyful          | 57 Min. |
| 1      | 6       | Blessed           | 55 Min. |
| 1      | 7       | Mutti             | 50 Min. |
| 1      | 8       | Homecoming        | 54 Min. |